# Claudio Casisa
Claudio Casisa (Palermo, 31 gennaio 1991) è un cabarettista, attore e youtuber italiano, insieme ad Annandrea Vitrano forma il duo comico I Soldi Spicci.

## Biografia
Nel 2011 Casisa partecipa al programma Le Iene con "Le Malerbe", insieme a Cristiano Pasca, Gero Guagliardo e Giovanni Mangalaviti. A ottobre 2024 presenta il primo progetto teatrale da solista, Spaiato, con la regia di Annandrea Vitrano.

## Filmografia

### Cinema
- SmartLove (2015) - cortometraggio
- La fuitina sbagliata, regia di Mimmo Esposito (2018)
- Un mondo sotto social, regia di Claudio Casisa e Annandrea Vitrano (2022)
- 30 anni (di meno), regia di Mauro Graiani (2024)

### Televisione
- Le Iene – programma TV, Italia 1 (2011)
- Colorado – programma TV, Italia 1 (2014-2019)
- Pechino Express – programma TV, Rai 2 (2020)
- Prova prova sa sa – programma TV, episodio 1x02 Prime Video (2022)

## Discografia

### Album
- 2019 – Summer Stories

### Singoli
- 2015 – Le scarpe antisesso
- 2017 – Un milione di fan su Facebook
- 2017 – La canzone che si attacca in testa
- 2022 – Senza filtri

## Teatrografia
- Pushow, regia di Claudio Canepari (2012)
- Femmino & maschia, regia di Ernesto Maria Ponte e Salvo Rinaudo (2012)
- Vietato ai maggiori, regia di Ernesto Maria Ponte e Salvo Rinaudo (2013)
- iSoldiSpicci Show, regia di Annandrea Vitrano e Claudio Casisa (2014)
- Amore tre punto zero (2015)
- Il giro del mondo in 80 giorni, regia di Stefano Arditi (2016)
- Sì, stiamo insieme, regia di Ernesto Maria Ponte (2017)
- Chi dice donna dice camion, regia di Annandrea Vitrano e Claudio Casisa (2019-2020, 2022)
- Tutta colpa del poliamore (2023-2024)
- Spaiato, regia di Annandrea Vitrano (2024)

## Riconoscimenti
- Benevento Cinema Televisione 2019 – Rivelazione della stagione cinematografica 2019 per La fuitina sbagliata